# Ian and Sylvia
Ian and Sylvia (manchmal auch Ian & Sylvia) war ein kanadisches Folk- und Country-Rock-Duo.

## Geschichte
Das Duo Ian and Sylvia wurde 1961 (nach anderen Quellen 1959) vom späteren Ehepaar Ian und Sylvia Tyson in Toronto gegründet. 1962 wurde Albert Grossman in New York City auf sie aufmerksam, der zu dieser Zeit auch Bob Dylan managte. Durch ihn erlangten sie einen Vertrag beim Label Vanguard Records, bei dem sie Ende des Jahres ihr erstes Album aufnahmen und veröffentlichten.
Das erste Album (Ian & Sylvia) bestand weitgehend aus traditionellen Folkliedern. Neben kanadischen Folkliedern wurden auch britische und einige Bluessongs verwendet. Mit diesem Album erlangten sie ersten Erfolg und wurden 1963 zum Newport Folk Festival geladen.
1964 heirateten Ian und Sylvia, und ihr gemeinsamer Sohn Clay Tyson wurde geboren. Zudem veröffentlichten sie ihr Album Four Strong Winds, das auch eine selbst eingespielte Version von Dylans Song Tomorrow is a Long Time enthielt. Der Titelsong Four Strong Winds, geschrieben von Ian Tyson, wurde zu einem großen Hit, der das Duo schlagartig in Kanada berühmt machte, und gilt als sein größter Erfolg, der unter anderem von The Searchers und Neil Young (auf Comes a Time) gecovert wurde.
Nach ihrer Hochzeit im Juni veröffentlichten sie ihr drittes Album Northern Journey. Dieses Album enthielt auch den Bluessong You Were On My Mind, der als größter Erfolg von Sylvia Tyson gilt. Der Song wurde später von Interpreten wie We Five und Crispian St. Peters gecovert. Zusammen mit einer von Bobby Bare eingespielten Version von Four Strong Winds befand sich das Lied in den Country-Musik-Charts. Daneben befand sich das Lied Someday Soon auf dem Album, das den Erfolg von You Were On My Mind erreichte und von Judy Collins und Suzy Bogguss gecovert wurde.
1965 wurde das vierte Albums des Duos Early Morning Rain veröffentlicht, welches zeitgenössische Lieder enthielt. Darunter befand sich auch eine Version von Gordon Lightfoots For Loving Me und Early Morning Rain. Auch der Song Darcy Farrow von Steve Gillette wurde für das Album eingespielt. Diese drei Lieder wurden damit zum ersten Mal gecovert.
Das Album Play One More erschien 1966. Das Duo präsentierte Songs, die in Richtung von elektrischem Folk gingen, was durch Bands wie The Byrds und The Lovin’ Spoonful populär wurde. Zum Einspielen wurden Blasinstrumente verwendet, um einen Mariachieffekt zu erzielen.
1967 veröffentlichten sie zwei Alben: Lovin’ Sound und So Much for Dreaming, wobei Lovin’ Sound diesmal vom Label Polydor veröffentlicht wurde und nicht mehr von Vanguard Records. Diese Alben wurden auch für die gemeinsame wöchentliche TV-Show The Ian Tyson Show (auch bekannt als Nashville North) für CBC/Radio-Canada genutzt.
Mit Full Circle, Ian and Sylvia (1968) und Nashville wurden 1968 drei Alben eingespielt, wobei Full Circle von MGM veröffentlicht wurde. Für das in Nashville produzierte Album Nashville suchten sich Ian & Sylvia diesmal eigens Musiker zusammen, die später als Great Speckled Bird das Duo begleiten sollten. Nashville war der erste Schritt zum Country-Rock-Stil.
Zusammen mit Great Speckled Bird veröffentlichten Ian & Sylvia das gleichnamige Album Great Speckled Bird, welches für lange Zeit das letzte von Vanguard Records sein sollte. Das Album gilt als eines der klangvollsten des Duos. Daneben spielte die Band für die TV-Show und nahm an der Konzerttournee Festival Express teil, die quer durch Kanada ging. Die ersten Album wurden direkt unter dem Namen Great Speckled Bird verkauft, erst später wurde es zu „Ian & Sylvia & The Great Speckled Bird“ erweitert.
Nach dieser Zeit verschwand Great Speckled Bird langsam wieder in die Versenkung. Das 1971 Album Ian & Sylvia (1971) (Columbia Records) wurde ohne die Hilfe der Band veröffentlicht. Beim nächsten Album You Were on My Mind wirkte die Band wieder mit, das Album wurde aber von Anfang an unter Ian & Sylvia & The Great Speckled Bird geführt, und die Band wurde offiziell aufgelöst, wenn auch die Musiker weiterhin bei der TV-Show mitarbeiteten. Beide Alben verkauften sich sehr gut, so dass Columbia Records beide Alben zusammenpackte und als ein Album (The Best of Ian and Sylvia) verkaufte. Auch das Albumcover war eine Zusammenstellung der beiden Cover der Originalalben.
1974 ließen sich Ian und Sylvia Tyson scheiden und das Duo trennte sich. Ian Tyson zog vorerst in die westkanadische Stadt Alberta und begann ein Leben als Rancher, bevor er seine Karriere solo fortsetzte. Sylvia Tyson setzte ihre Karriere als Solokünstlerin und zusammen mit der rein weiblichen Folkband Quartette fort.
In den 1990er Jahren wurden weitere Alben aus Liveauftritten und Studiomaterial zusammengestellt und auf den Markt gebracht.

## Auszeichnungen
- 1992 wurde das Duo „Ian and Sylvia“ in die Canadian Music Hall of Fame aufgenommen.[1]
- 1994 wurde beiden der Order of Canada verliehen.
- 2005 wurde der Song Four Strong Winds in einer umfangreichen kanadischen kooperativen Radioumfrage zum wichtigsten kanadischen Song gekürt.
- 2006 wurden das Duo in die Mariposa Hall of Fame aufgenommen, 45 Jahre nachdem sie als Hauptakt beim Mariposa Festival gemeinsam mit Gordon Lightfoot, The Good Brothers, Greg Keelor und David Wilcox auftraten.

## Diskografie
- 1962 Ian & Sylvia (1962)
- 1964 Four Strong Winds
- 1964 Northern Journey
- 1965 Early Morning Rain
- 1966 Play One More
- 1967 Lovin' Sound
- 1967 So Much for Dreaming
- 1968 Full Circle
- 1968 Ian and Sylvia (1968)
- 1968 Nashville
- 1970 The Great Speckled Bird  als Great Speckled Bird
- 1971 Ian & Sylvia (1971)
- 1972 You Were on My Mind  als Ian & Sylvia & The Great Speckled Bird
- 1994 Long Long Time
- 1996 Live at Newport
- 1996 Beginning of the End
- 1997 Someday Soon